# アンドリュー・ヨーク
アンドリュー・ヨーク（Andrew York、1958年 - ）は、アメリカのクラシック・ギタリストであり作曲家。
バージニア州で生まれ育ち、ジェームズ・マディソン大学でギター演奏を専攻し学士号を1980年に得る。その後、南カリフォルニア大学にて修士号を1986年に修得する。両大学を「最優等」で卒業している。南カリフォルニア大学在学中にジャック・マーシャル記念奨学金及びマニロウ奨学金を与えられ、またデル・アモ財団からの奨学金でスペインに留学した。
ロサンゼルス・ギター・カルテット (LAGQ)のメンバー (2006年に脱退)として活躍する他にも、クラシック・ギターのための曲を数多く作曲している。ジョン・ウィリアムスが彼作曲の「ララバイ」と「サンバースト」をレコーディングした後、作曲家として広く認められるようになった。2009年度のグラミー賞を受賞したシャロン・イズビンのCD『Journey to the New World』には「アンデシー」が収録されている。
また、ジャズギター・プレイヤーとしても熟達しており、学生時代にはジョー・ディオリオとレニー・ブルーに師事した。

## ディスコグラフィ

### ソロ・アルバム
- Perfect Sky (1986年)
- Dénouement (1994年)
- Into Dark (1997年)
- Hauser Sessions (2007年)
- Yamour (2012年)
- Home (2018年)
- The Equations of Beauty (2018年)

### ロサンゼルス・ギター・カルテット
- L.A. Guitar Quartet Recital (1991年)
- Dances from Renaissance to Nutcracker (1992年)
- Evening in Granada (1993年)
- Labyrinth (1995年)
- For Thy Pleasure (1996年)
- 『L.A.G.Q.』 - L.A.G.Q. (1998年)
- 『エアー&グラウンド』 - Air and Ground (2000年)
- 『ラテン』 - LAGQ Latin (2002年)
- 『ギター・ヒーローズ』 - Guitar Heroes (2004年)
- 『セビリアの理髪師』 - Los Angeles Guitar Quartet (2004年)
- 『スピン』 - Spin (2006年)